# You Can't Do That on Stage Anymore, Vol. 6
You Can't Do That on Stage Anymore, Vol. 6 je živé album Franka Zappy, nahrané v letech 1970–1988 a vydané 10. července 1992 u Rykodisc.

## Seznam skladeb

### Disk 1
1. "The M.O.I. Anti-Smut Loyalty Oath" – 3:01
2. "The Poodle Lecture" – 5:02
3. "Dirty Love" – 2:39
4. "Magic Fingers" – 2:21
5. "The Madison Panty-Sniffing Festival" – 2:44
6. "Honey, Don't You Want a Man Like Me?" – 4:01
7. "Father O'Blivion" – 2:21
8. "Is That Guy Kidding or What?" – 4:02
9. "I'm So Cute" – 1:39
10. "White Person" – 2:07
11. "Lonely Person Devices" – 3:13
12. "Ms. Pinky" – 2:00
13. "Shove It Right In" (comprising "She Painted Up Her Face", "Half A Dozen Provocative Squats" and "Shove It Right In") – 6:45
14. "Wind up Workin' in a Gas Station" – 2:32
15. "Make a Sex Noise" – 3:09
16. "Tracy Is a Snob" – 3:54
17. "I Have Been in You" – 5:04
18. "Emperor of Ohio" – 1:31
19. "Dinah-Moe Humm" – 3:16
20. "He's So Gay" – 2:34
21. "Camarillo Brillo" – 3:09
22. "Muffin Man" – 2:25

### Disk 2
1. "NYC Halloween Audience" – 0:46
2. "The Illinois Enema Bandit" – 8:04
3. "Thirteen" – 6:08
4. "Lobster Girl" – 2:20
5. "Black Napkins" – 5:21
6. "We're Turning Again" – 4:56
7. "Alien Orifice" – 4:16
8. "Catholic Girls" – 4:04
9. "Crew Slut" – 5:33
10. "Tryin' to Grow a Chin" – 3:33
11. "Take Your Clothes Off When You Dance" – 3:46
12. "Lisa's Life Story" – 3:05
13. "Lonesome Cowboy Nando" – 5:15
14. "200 Motels Finale" – 3:43
15. "Strictly Genteel" – 7:07

## Sestava
- Frank Zappa – kytara, zpěv, syntezátor, producent
- Mark Volman – zpěv
- Howard Kaylan – zpěv
- Denny Walley – slide kytara, zpěv
- Ike Willis – kytara, zpěv
- Bobby Martin – klávesy, zpěv
- Adrian Belew – kytara, zpěv
- Ray White – kytara, zpěv
- Warren Cuccurullo – kytara
- Steve Vai – kytara
- Mike Keneally – kytara, zpěv, syntezátor
- Patrick O'Hearn – baskytara
- Jeff Simmons – baskytara
- Arthur Barrow – baskytara
- Scott Thunes – baskytara
- Tom Fowler – baskytara
- Bob Harris – klávesy, zpěv
- Bianca Thornton – klávesy, zpěv
- Peter Wolf – klávesy
- Allan Zavod – klávesy
- George Duke – klávesy
- Tommy Mars – klávesy
- Ian Underwood – klávesy, alto saxofon
- Albert Wing – tenor saxofon
- Michael Brecker – tenor saxofon
- Napoleon Murphy Brock – saxofon, zpěv
- Paul Carman – alto saxophone, soprano saxofon, baritone saxofon
- Bruce Fowler – pozoun
- Walt Fowler – křídlovka, trubka, syntezátor
- Kurt McGettrick – kontrabas klarinet, bass saxofon, baritone saxofon
- L. Shankar - housle
- Jean-Luc Ponty – housle
- Ralph Humphrey – bicí
- Vinnie Colaiuta – bicí
- Aynsley Dunbar – bicí
- Terry Bozzio – bicí
- Chad Wackerman – bicí, perkuse
- Ed Mann – perkuse, doprovodný zpěv, marimba
- "Lady" Bianca Odin – zpěv v Wind Up Workin' In A Gas Station
- George Douglas – inženýr
- Bob Stone – inženýr